# 東北魴
東北魴（学名：Megalobrama mantschuricus），為輻鰭魚綱鯉形目鲴科魴属的其中一種。分布於亞洲俄羅斯阿穆爾河至中國長江、珠江及越南西江流域，本魚體高而側扁，外觀輪廓似菱形，頭後背部顯著隆起，側線至腹鰭止點之間有7-9排縱鱗，背部顏色很暗，幾乎是黑色，側面和腹部顏色稍淺，背鰭硬棘3枚、背的軟條7-8枚、臀棘3枚、臀鰭軟條28-33枚、脊椎骨37-41個，體長可達37.7公分，棲息在河川底中層水域，以藻類、水生昆蟲、甲殼類等為食，生活習性不明。

## 扩展阅读
維基物種上的相關：東北魴